# Biblioteca 2.0
Biblioteca 2.0 é uma teoria definida para um modelo moderno de serviço de biblioteca que reflete uma transição na atuação das bibliotecas, na forma como os serviços são entregues aos usuários. O foco está na mudança centrada no usuário e na participação na criação de conteúdo e de comunidade.
O conceito de Biblioteca 2.0 é emprestado de Business (Negócios) 2.0 e Web 2.0 e segue algumas das mesmas filosofias subjacentes. Isso inclui serviços online como o uso de sistemas OPAC e um maior fluxo de informações do usuário de volta à biblioteca. Na Biblioteca 2.0, os serviços da biblioteca são constantemente atualizados e reavaliados para melhor servir aos usuários da biblioteca.
A Biblioteca 2.0 também tenta controlar o usuário da biblioteca no projeto e implementação de serviços de biblioteca, incentivando o feedback e a participação. Os proponentes deste conceito, esperam que o modelo de serviço da Biblioteca 2.0 acabe por substituir as ofertas de serviço tradicionais unidirecionais que caracterizam as bibliotecas há séculos.

## Visão geral
O conceito Biblioteca 2.0 surge a partir da união dos conceitos encontrados nos termos Biblioteca e Web 2.0. engloba as teorias e as práticas da Biblioteconomia inseridas no contexto da Web 2.0 (mensagens síncronas, streaming media, blogs, wikis, redes sociais, tagging, alimentadores RSS, Mashups).

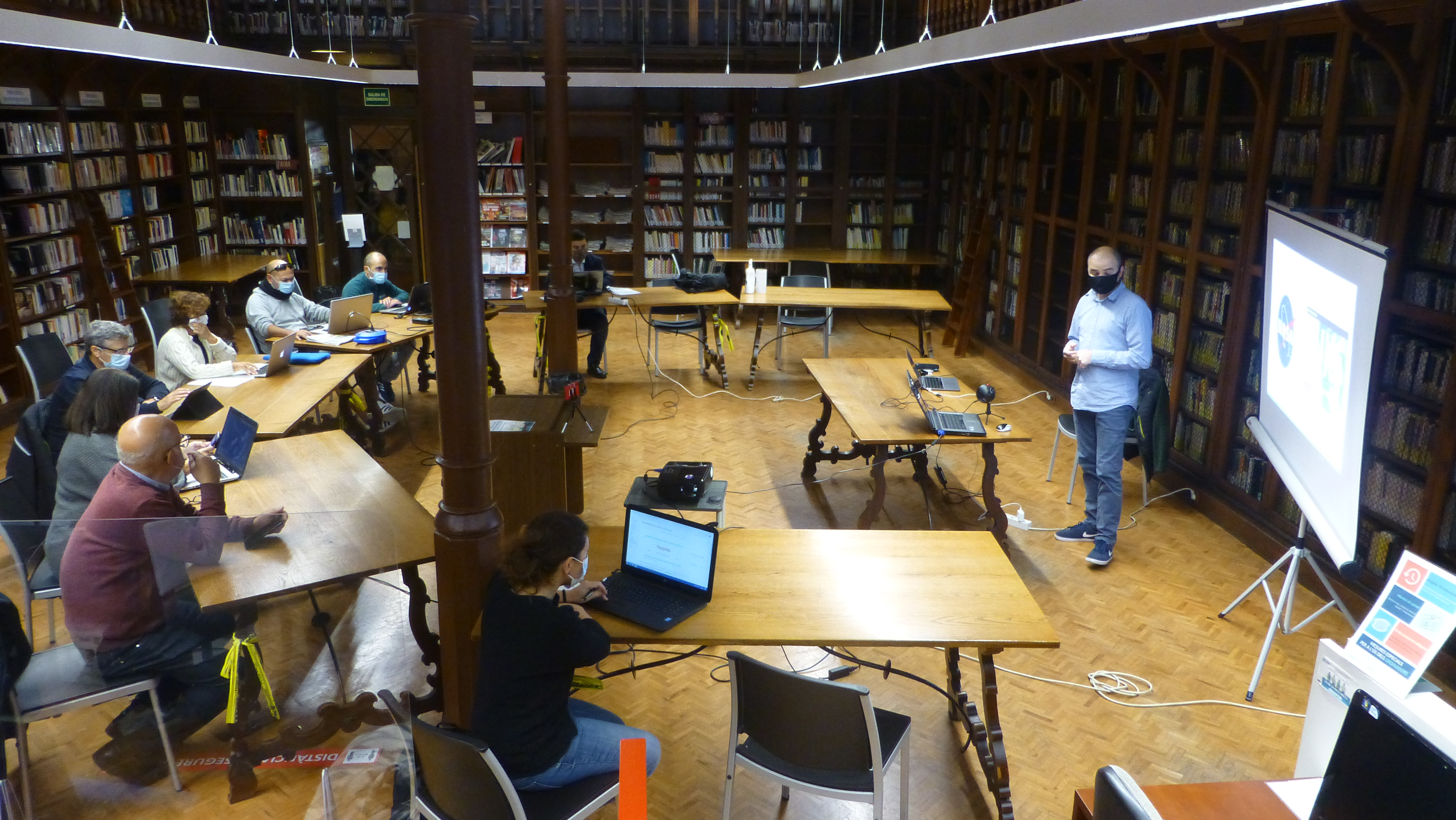
Maratona de edição na Biblioteca de Cort, Espanha

O termo "Biblioteca 2.0" foi cunhado por Michael Casey em seu blog Library Crunch como um início direto dos termos Business 2.0 e Web 2.0. Casey sugeriu que as bibliotecas, especialmente as públicas, estavam em uma encruzilhada onde muitos dos elementos da Web 2.0 teriam valor aplicável dentro da comunidade de bibliotecas, tanto em serviços baseados em tecnologia quanto em serviços não baseados em tecnologia. Em particular, ele descreveu a necessidade de as bibliotecas adotarem uma estratégia de mudança constante e ao mesmo tempo que promoverem um papel participativo para seus usuários.
A Web 2.0 reconfigurou os processos de produção e organização do conhecimento e informações na Internet. Nesse sentido, o conceito de Biblioteca 2.0 marca uma relação das ações Biblioteconômicas com a dinâmica de conteúdos Web 2.0. A Biblioteca 2.0 tem como características a abordagem centrada ao usuário pertencente a comunidades e a política de compartilhamento de informações sob a ótica da ética hacker.
A Biblioteca 2.0 não trata de ser uma biblioteca física, com livros nas estantes, embora carregue consigo a força expressiva do termo biblioteca. Ela existe no ciberespaço, e é formado por uma rede de pessoas que agrupam-se em comunidades com interesses em comum e que tenham como propósito compartilhar informações, conteúdos, documentos. É neste cenário que o bibliotecário 2.0 atua fazendo conexões relevantes entre dados e informações com sua comunidade, além de auxiliar as pessoas na resolução de seus problemas de informação em ambientes digitais.
Estas técnicas de trabalho tornam-se inovadoras a partir do momento em que os serviços e produtos oferecidos por bibliotecários respondam às reais necessidades das comunidades da qual participam, reinventando outras relações de trabalho e práxis da profissão. Os serviços do Bibliotecário 2.0 tem na desordem digital boas oportunidades para filtrar, organizar e categorizar as informações para sua posterior utilização dos usuários, além de estabelecer um vínculo participativo com as comunidades e com as pessoas desenvolvimento de novos serviços.
Com a Biblioteca 2.0, os serviços da biblioteca devem ser frequentemente avaliados e atualizados para atender às necessidades de mudança dos usuários da biblioteca. A Biblioteca 2.0 também exige que as bibliotecas incentivem a participação do usuário e o feedback no desenvolvimento e manutenção dos serviços da biblioteca. O usuário ativo e autorizado da biblioteca é um componente significativo da Biblioteca 2.0. Com informações e ideias fluindo em ambas as direções - da biblioteca para o usuário e do usuário para a biblioteca - os serviços de biblioteca têm a capacidade de evoluir e melhorar de forma constante e rápida. O usuário é participante, co-criador, construtor e consultor - seja o produto virtual ou físico.
Uma vantagem em buscar serviços digitais é que a biblioteca pode ter como alvo mais pessoas - incluindo aquelas que podem não ter usado o serviço de biblioteca anteriormente. A preocupação que o conceito de Biblioteca 2.0 aborda é que os usuários em potencial recorram ao Google e à Wikipédia porque são "bons o suficiente" e percebem que as bibliotecas são lentas e irrelevantes.